# Лучковка (Черниговская область)
Лучковка (укр. Лучківка) — село,
Будянский сельский совет,
Ичнянский район,
Черниговская область,
Украина.
Код КОАТУУ — 7421781603. Население по переписи 2001 года составляло 111 человек.

## Географическое положение
Село Лучковка находится на левом берегу реки Иченька,
выше по течению на расстоянии в 1 км расположено село Вороновка,
ниже по течению на расстоянии в 2 км расположено село Грабов,
на противоположном берегу — село Червоное.
К селу примыкает лесной массив.

## История
- 1735 год — дата основания.
- В селе Ичнянской сотни Прилукского полка была Михайловская церковь[2]
- Есть на карте 1812 года[3]
- В 1862 году во владельческом и козачем селе Лучковка была церковь и 30 дворов где проживали 157 человек (74 мужского и 83 женского пола)[4]
- В 1911 году в селе Малодевицкой волости Прилукского уезда Полтавской губернии Лучковке была Михайловская церковь со школой в селе проживало 420 человек (206 мужского и 314 женского пола)[5]

## Экология
- На расстоянии в 2 км расположен 6-й арсенал Командования сил поддержки ВС Украины.